# Championnat du monde de vitesse moto 1997
Navigation
Édition précédente Édition suivante
Le Championnat du monde de vitesse moto 1997 est la 49e saison de vitesse moto organisée par la FIM.

Ce championnat comporte quinze courses de Grand Prix, pour trois catégories : 500 cm3, 250 cm3 et 125 cm3. 
Le Sidecar qui constituait la seule discipline collective depuis 1949 est supprimé par l'IRTA qui le maintenait en sursis depuis 1992. Il n'y a plus de discipline collective lors des week-ends.

## Attribution des points
Les points du championnat sont attribués aux quinze premiers de chaque course :
| Classement | 1  | 2  | 3  | 4  | 5  | 6  | 7 | 8 | 9 | 10 | 11 | 12 | 13 | 14 | 15 |
| ---------- | -- | -- | -- | -- | -- | -- | - | - | - | -- | -- | -- | -- | -- | -- |
| Points     | 25 | 20 | 16 | 13 | 11 | 10 | 9 | 8 | 7 | 6  | 5  | 4  | 3  | 2  | 1  |

## Grand Prix de la saison
| N° | Course                           | Lieu           | Vainqueur 125 cm3 | Vainqueur 250 cm3 | Vainqueur 500 cm3 | Résultat |
| -- | -------------------------------- | -------------- | ----------------- | ----------------- | ----------------- | -------- |
| 1  | Grand Prix de Malaisie           | Shah Alam      | Valentino Rossi   | Max Biaggi        | Michael Doohan    | Résultat |
| 2  | Grand Prix du Japon              | Suzuka         | Noboru Ueda       | Daijiro Kato      | Michael Doohan    | Résultat |
| 3  | Grand Prix d'Espagne             | Jerez          | Valentino Rossi   | Ralf Waldmann     | Álex Crivillé     | Résultat |
| 4  | Grand Prix d'Italie              | Mugello        | Valentino Rossi   | Max Biaggi        | Michael Doohan    | Résultat |
| 5  | Grand Prix d'Autriche            | Zeltweg        | Noboru Ueda       | Olivier Jacque    | Michael Doohan    | Résultat |
| 6  | Grand Prix de France             | Paul Ricard    | Valentino Rossi   | Tetsuya Harada    | Michael Doohan    | Résultat |
| 7  | Grand Prix des Pays-Bas          | Assen          | Valentino Rossi   | Tetsuya Harada    | Michael Doohan    | Résultat |
| 8  | Grand Prix d'Imola               | Imola          | Valentino Rossi   | Max Biaggi        | Michael Doohan    | Résultat |
| 9  | Grand Prix d'Allemagne           | Nürburgring    | Valentino Rossi   | Tetsuya Harada    | Michael Doohan    | Résultat |
| 10 | Grand Prix de Rio de Janeiro     | Rio de Janeiro | Valentino Rossi   | Olivier Jacque    | Michael Doohan    | Résultat |
| 11 | Grand Prix de Grande-Bretagne    | Donington      | Valentino Rossi   | Ralf Waldmann     | Michael Doohan    | Résultat |
| 12 | Grand Prix de République tchèque | Brno           | Noboru Ueda       | Max Biaggi        | Michael Doohan    | Résultat |
| 13 | Grand Prix de Catalogne          | Catalunya      | Valentino Rossi   | Ralf Waldmann     | Michael Doohan    | Résultat |
| 14 | Grand Prix d'Indonésie           | Sentul         | Valentino Rossi   | Max Biaggi        | Tadayuki Okada    | Résultat |
| 15 | Grand Prix d'Australie           | Phillip Island | Noboru Ueda       | Ralf Waldmann     | Álex Crivillé     | Résultat |

## Résultats de la saison

### Championnat 1997 catégorie500cm3
| Clas. | Pilote          | N° | Pays      | Constructeur         | Points | Victoires |
| ----- | --------------- | -- | --------- | -------------------- | ------ | --------- |
| 1     | Michael Doohan  | 1  | Australie | Repsol-Honda         | 340    | 12        |
| 2     | Tadayuki Okada  | 7  | Japon     | Repsol-Honda         | 197    | 1         |
| 3     | Nobuatsu Aoki   | 18 | Japon     | Elf-Honda            | 179    | 0         |
| 4     | Álex Crivillé   | 2  | Espagne   | Repsol-Honda         | 172    | 2         |
| 5     | Takuma Aoki     | 24 | Japon     | Repsol-Honda         | 134    | 0         |
| 6     | Luca Cadalora   | 3  | Italie    | Promotor-Yamaha      | 129    | 0         |
| 7     | Norifumi Abe    | 5  | Japon     | Rainey-Yamaha        | 126    | 0         |
| 8     | Carlos Checa    | 8  | Espagne   | MoviStar-Honda       | 119    | 0         |
| 9     | Alex Barros     | 4  | Brésil    | Gresini Racing-Honda | 101    | 0         |
| 10    | Doriano Romboni | 65 | Italie    | Aprilia              | 88     | 0         |

### Championnat 1997 catégorie250cm3
| Clas. | Pilote            | N° | Pays        | Constructeur | Points | Victoires |
| ----- | ----------------- | -- | ----------- | ------------ | ------ | --------- |
| 1     | Max Biaggi        | 1  | Italie      | Honda        | 250    | 5         |
| 2     | Ralf Waldmann     | 2  | Allemagne   | Honda        | 248    | 4         |
| 3     | Tetsuya Harada    | 8  | Japon       | Aprilia      | 235    | 3         |
| 4     | Olivier Jacque    | 3  | France      | Honda        | 201    | 2         |
| 5     | Tohru Ukawa       | 5  | Japon       | Honda        | 173    | 0         |
| 6     | Loris Capirossi   | 7  | Italie      | Aprilia      | 116    | 0         |
| 7     | Takeshi Tsujimura |    | Japon       | Honda        | 109    | 0         |
| 8     | Haruchika Aoki    |    | Japon       | Honda        | 102    | 0         |
| 9     | Stefano Perugini  |    | Italie      | Aprilia      | 85     | 0         |
| 10    | Jeremy McWilliams |    | Royaume-Uni | Honda        | 73     | 0         |

### Championnat 1997 catégorie125cm3
| Clas. | Pilote            | N° | Pays      | Constructeur | Points | Victoires |
| ----- | ----------------- | -- | --------- | ------------ | ------ | --------- |
| 1     | Valentino Rossi   | 46 | Italie    | Aprilia      | 321    | 11        |
| 2     | Noboru Ueda       | 7  | Japon     | Honda        | 238    | 4         |
| 3     | Tomomi Manako     | 3  | Japon     | Honda        | 190    | 0         |
| 4     | Kazuto Sakata     | 8  | Japon     | Aprilia      | 179    | 0         |
| 5     | Masaki Tokudome   | 2  | Japon     | Aprilia      | 120    | 0         |
| 6     | Jorge Martínez    | 5  | Espagne   | Aprilia      | 119    | 0         |
| 7     | Garry McCoy       | 12 | Australie | Aprilia      | 109    | 0         |
| 8     | Roberto Locatelli |    | Italie    | Honda        | 97     | 0         |
| 9     | Mirko Giansanti   |    | Italie    | Aprilia      | 83     | 0         |
| 10    | Frédéric Petit    |    | France    | Honda        | 83     | 0         |